# Luna 1959A
Luna 1959A (sèrie E-1A) fou el sisè intent soviètic d'enviar una missió espacial no tripulada a la Lluna. Fou llançada el 16 de juny del 1959 per un coet SL-3/A-1. Era una nau d'impacte, dissenyada per col·lidir amb la Lluna. El seu disseny era similar al de Luna 2.